# Gammsätter
Gammsätter är en småort i Bergsjö socken i Nordanstigs kommun, Gävleborgs län.